# 냉장고 문을 여는 남자
《냉장고 문을 여는 남자》는 MBC에서 1996년 11월 8일에 방영된 베스트극장로, 외롭게 살아가는 한 여자와 네 남자의 엇갈린 사랑 이야기를 그렸다.

## 줄거리
연희는 3년 전 신혼 닷새만에 남편을 잃고 유행이나 외부 세계에 둔감한 미술교사이다. 그녀는 동료인 국어교사 재민을 짝사랑하지만 재민으로부터 연희는 부담스럽다는 말을 듣는다. 연희의 학교에 실습나온 교생 호진은 연희와 같이 생활하면서 서로의 마음을 터놓으며 친해지는데, 연희가 짝사랑하던 재민은 다른 동료 교사와 결혼한다. 호진은 연희에게 그 동안의 감정을 털어놓고 청혼하지만 연희는 가볍게 거절한다. 그러나 연희는 집으로 돌아오면서 호진이 따라오기를 기다리고 있는 자신을 발견한다.

## 등장 인물
- 김서라 : 연희 역
- 유준상 : 재민 역
- 전현
- 손현주
- 박형준
- 사미자 : 순복 역